# مايكل فولر
مايكل فولر (بالإنجليزية: Michael Fowler)‏ هو مهندس معماري نيوزلندي، ولد في 19 ديسمبر 1929 في مارتون ‏ في نيوزيلندا.